# Акулово (Парфеньевский район)
Акулово — упразднённая деревня в Парфеньевском муниципальном округе Костромской области России. Исключена из учётных данных в 2024 году.
До 2021 года входила в состав Николо-Поломского сельского поселения.

## География
Деревня находится в центральной части Костромской области, в подзоне южной тайги, на расстоянии приблизительно 13 километров (по прямой) к юго-западу от Парфеньева, административного центра района. Абсолютная высота — 167 метров над уровнем моря.

### Климат
Климат характеризуется как умеренно континентальный, с продолжительной холодной многоснежной зимой и коротким сравнительно тёплым летом. Среднегодовая температура воздуха — 2,6 °C. Средняя температура воздуха самого холодного месяца (января) — −12,5 °C (абсолютный минимум — −47,1 °C); самого тёплого месяца (июля) — 17,4 °C (абсолютный максимум — 36,4 °С). Продолжительность периода активной вегетации растений (выше 10 °C) составляет примерно 120 дней. Годовое количество атмосферных осадков — 611 мм, из которых 445 мм выпадает в период с апреля по октябрь.

## Население
| 1872 | 1897 | 1907 | 2008 | 2010 | 2014 |
| ---- | ---- | ---- | ---- | ---- | ---- |
| 60   | ↘59  | ↗61  | ↘1   | ↘0   | →0   |

### Национальный состав
Согласно результатам переписи 2002 года в деревне проживал один житель русской национальности.